# Hamiltoniaanse groep
In de groepentheorie is een dedekindgroep een groep waarvan iedere ondergroep een normaaldeler is. Dedekindgroepen zijn naar Richard Dedekind genoemd, die er in een artikel in 1897 over heeft geschreven. Alle commutatieve groepen zijn dedekindgroepen. Dedekind noemde de dedekindgroepen die niet commutatief zijn Hamiltoniaanse groepen, naar William Rowan Hamilton, de bedenker van de quaternionen.
Hamiltoniaanse groepen kunnen volgens een stelling van Dedekind volledig worden gekarakteriseerd. Iedere eindige Hamiltoniaanse groep {\displaystyle G} is van de vorm:
{\displaystyle G\cong Q_{8}\times G\times (\mathbb {Z} /2\mathbb {Z} )^{n}}
Daarin zijn
- {\displaystyle Q_{8}} de quaternionengroep
- {\displaystyle G} een commutatieve groep, waarvan de orde oneven is
- {\displaystyle n} een natuurlijk getal

Als de groep {\displaystyle G} triviaal is ontbreekt de tweede factor en voor {\displaystyle n=0} ontbreekt de derde factor. De quaternionengroep is daarmee de kleinste Hamiltoniaanse groep en iedere Hamiltoniaanse groep heeft een ondergroep die isomorf is met de quaternionengroep.
Bijgevolg zijn {\displaystyle Q_{8}\times Q_{8}} en {\displaystyle Q_{8}\times \mathbb {Z} /4\mathbb {Z} } geen Hamiltoniaanse groepen. Inderdaad zijn {\displaystyle \{(q,q)|q\in Q_{8}\}} en {\displaystyle \{(1,{\overline {0}}),(i,{\overline {1}}),(-1,{\overline {2}}),(-i,{\overline {3}})\}} geen normaaldelers, waarbij {\displaystyle \mathbb {Z} /4\mathbb {Z} =\{{\overline {0}},{\overline {1}},{\overline {2}},{\overline {3}}\}}.